# Макферсон, Грант
Грант Макфе́рсон (англ. Grant McPherson) — шотландский кёрлингист.
В составе мужской сборной Шотландии участник чемпионата мира 1987 (заняли восьмое место). Чемпион Шотландии среди мужчин.
Играл на позиции четвёртого, был скипом команды.

## Достижения
- Чемпионат Шотландии по кёрлингу среди мужчин: золото (1987).

## Команды
| Сезон   | Четвёртый       | Третий          | Второй          | Первый         | Турниры                      |
| ------- | --------------- | --------------- | --------------- | -------------- | ---------------------------- |
| 1984—85 | Грэм П. Адам    | Кен Дж. Хортон  | Грант Макферсон | Роберт Уилсон  | [ 3 ]                        |
| 1986—87 | Грант Макферсон | Хэмми Макмиллан | Роберт Уилсон   | Ричард Хардинг | ЧШМ 1987 · ЧМ 1987 (8 место) |
| 1987—88 | Грант Макферсон | R. Gray         | Дэвид Хауи      | Роберт Уилсон  | [ 3 ]                        |
| 1989—90 | Грант Макферсон | Гордон Мюрхед   | R W Kelly       | Роберт Уилсон  | [ 3 ]                        |
| 1993—94 | Майк Хэй        | Ms K Hay        | Грант Макферсон | Ms S Harvey    | [ 3 ]                        |

(скипы выделены полужирным шрифтом)